# Roberto Celedón Venegas
Roberto Carlos Celedón Venegas (Baranoa, Atlántico, Colombia, 18 de octubre de 1972) es un político colombiano e ingeniero industrial que ha fungido como alcalde del municipio de Baranoa en los periodos 2012 - 2015 y 2020 - 2023periodo para el cual fue reelegido con una de las votaciones más altas en la historia del municipio, convirtiéndose así en el primer alcalde reelegido por votación popular.

## Biografía
Roberto Carlos Celedón Venegas nació en Baranoa el 18 de octubre de 1972, en el hogar conformado por los dos maestros, el profesor Carlos Celedón Maestre y por la Seño Betty Venegas Ortega. Su infancia y juventud la vivió en este municipio en donde se destacó por su liderazgo e inteligencia. Fue ganador de la Beca Andrés Bello como el mejor bachiller de su promoción, lo que le permitió ingresar a la carrera de ingeniería industrial en la Universidad del Norte.

## Trayectoria

### Inicios
Desde 1996, Roberto Celedón se ha desempeñado en cargos públicos, el primero en la Gobernación del Atlántico, donde fungió como profesional universitario, para después desempeñarse en el Instituto distrital de Crédito para la Educación Superior Alberto Assa, de la Alcaldía de Barranquilla, como Director Administrativo Y/o Financiero Ó Técnico U Operativo de 2005 a 2008. Posteriormente, se desempeñó como profesional universitario en la misma entidad gubernamental del Distrito de Barranquilla, donde estuvo desempeñando el cargo desde 2008 a 2009 y más tarde, en la misma entidad, fue nombrado como asesor de despacho hasta 2011.

### Alcaldía deBaranoa

#### Periodo 2012 - 2015
Celedón fue elegido para el periodo 2012 - 2015 con el 36.06% de los votos, un total de 10.533 sufragios, por encima de sus contrincantes Lázaro Escalante Estrada, y Edinson Palma Jiménez, quienes obtuvieron un 30.82%, con 9.001 votos; y 27.02%, con 7.892 votos, respectivamente. Durante su gobierno al frente de la Alcaldía de Baranoa, Celedón tuvo una gestión notable. Dentro de las obras más prominentes que le dejó al municipio de Baranoa están la pavimentación de la Carrera 15, popularmente conocida como "La Calle Ancha", una importante arteria vial del municipio que conecta sectores del norte y del sur, la construcción del CDI Los Reyecitos, un complejo educativo para atención de la primera infancia, el Estadio Pedro Cantillo y el Cementerio Regional de Baranoa para el cual acudió a estrategias pocos ortodoxas en la que los medios nacionales lo reseñaron de "prohibir que la gente se muriera" debido al hacinamiento en el que se encontraba el viejo cementerio. Todo esto para conseguir financiación para la construcción de u nuevo campo santo, estrategia que valió la atención nacional consiguiendo los dineros para la construcción de una obra que hoy es referente a nivel regional. 
Además de todas estas obras, durante el gobierno Celedón, Baranoa tuvo varios proyectos de viviendas de interés social. Con la gestión del entonces vicepresidente Germán Vargas Lleras, quien ya se había desempeñado como Ministro de Vivienda, Ciudad y Territorio de 2012 a 2013, Baranoa tuvo la Urbanización San José II, con 315 viviendas, y se gestionó la construcción de un nuevo proyecto de vivienda que fue entregado posteriormente bajo el mandato de la ministra de Vivienda Ciudad y Territorio, Elsa Noguera, la Urbanización Villa Carolina con 300 casas para personas vulnerables.

#### Periodo 2020 - 2023
La campaña de Roberto Celedón a la Alcaldía de Baranoa se destacó porque era la primera vez que se postulaba en una coalición con el aval de tres partidos políticos, del Cambio Radical, el principal por ser su casa política desde 2012 cuando fue alcalde por primera vez recibiendo el apoyo de senadores como Antonio Zabaraín de la misma colectividad y, nuevamente, como en 2011, recibió el apoyo de Fuad Char. También consiguió el aval del Partido Social de Unidad Nacional y el apoyo de la representante a la Cámara, Martha Villaba Hodwalker y, por último, recibió el aval del Partido Liberal Colombiano.
Fue elegido Alcalde de Baranoa el 27 de octubre de 2019 con 21,378 votos, es decir el 61.12% de los sufragios, el porcentaje más alto de victoria de un alcalde del departamento solo por debajo de Jaime Pumarejo, alcalde de Barranquilla, quien fue elegido con el 62.45% de los sufragios. Celedón venció así a Carmen Algarín Blanco del Partido Conservador (quien pese a que quedó en segundo lugar logró la curul en el Concejo de Baranoa); a Carlos Zambrano Palacio, del partido Movimiento Alternativo Indígena y Social, quien falleció antes de los comicios y que fuera el otro exalcalde en la contienda; a María Elena Anaya, del Partido Alianza Social Independiente; a Raúl Goenaga, del Polo Democrático Alternativo; Carlos Balanzó, de Colombia Justa Libres; y Mery Heredia, de Colombia Humana.
Durante su gobierno, Roberto Celedón adelantó importantes obras para la mitigación del cambio climático en el municipio, como la canalización de más de 2 kilómetros de cuenca en los arroyos Grande y Cien Pesos. Asimismo, junto a al gobernadora Elsa Noguera llevaron agua potable apta para el consumo humano por primera vez en la historia al corregimiento de Sibarco. Por otro lado, dentro sus gestiones notables está también un programa de titulación de viviendas que entregó títulos a más de 800 familias de Baranoa a lo largo del cuatrienio de su gobierno, siendo este uno del os programas banderas de su administración.